# Filialkirche Briefelsdorf

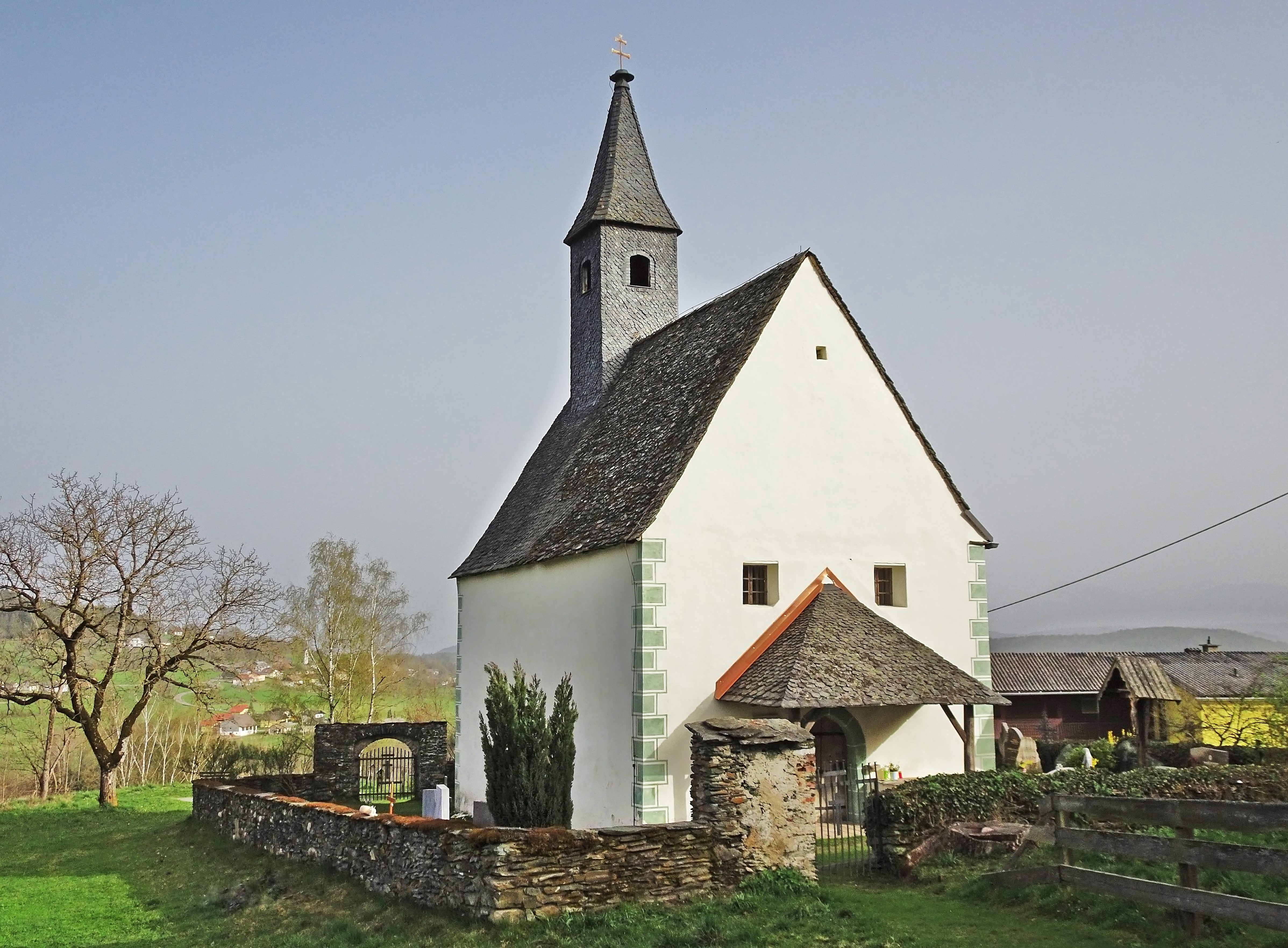
Die Filialkirche Briefelsdorf mit Friedhof

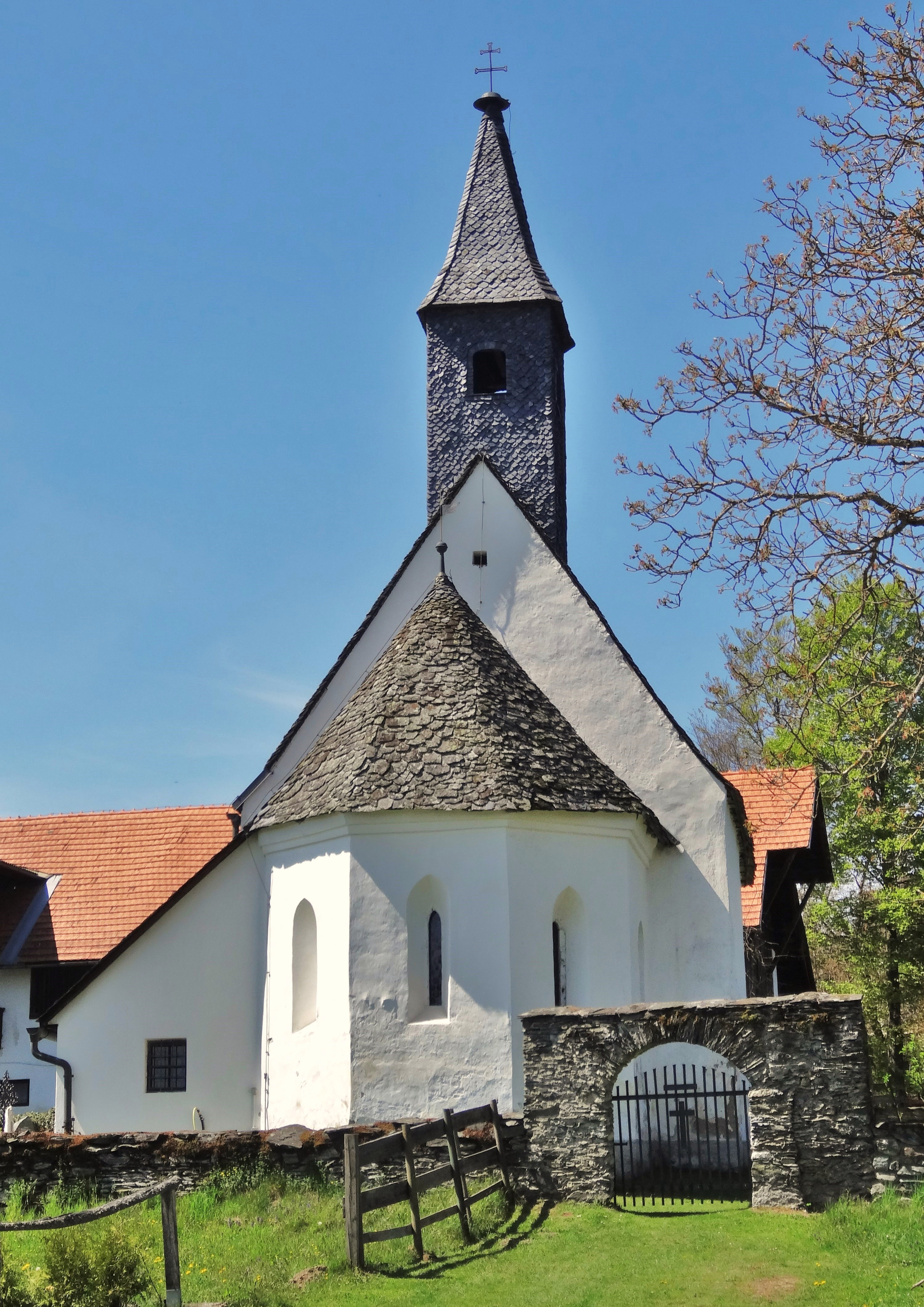
Ansicht von Osten

Die römisch-katholische Filialkirche Briefelsdorf in der Gemeinde Feldkirchen, Ortschaft Briefelsdorf, liegt auf einer Anhöhe östlich des Maltschacher Sees. Sie ist den Aposteln Philippus und Jakobus minor geweiht. Die Kirche wurde erstmals 1531 urkundlich genannt. Sie gehört zur Pfarre Klein St. Veit. Das Kirchengebäude und der umgebende Friedhof stehen unter Denkmalschutz (Listeneintrag).

## Baubeschreibung
Das Gotteshaus ist von einer Friedhofsmauer umgeben. Es ist ein kleiner gotischer Bau des 14. Jahrhunderts mit einem eingezogenen Chor, einem östlichen Dachreiter. Die Dächer sind mit Steinplattln gedeckt. Die Glocke goss 1644 David Polster. Das Spitzbogenportal wird von einem Vordach auf zwei hölzernen Stützen geschützt.
Im Inneren verbindet ein kleiner, spitzbogiger Triumphbogen mit Kämpfersteinen das flachgedeckte Langhaus mit dem kleinen Chor mit Stichkappengewölbe und Fünfachtelschluss. Die hölzerne Westempore wurde im 19./20. Jahrhundert mit Christus und den zwölf Aposteln bemalt. Im Chor sind kleine Spitzbogenfenster aus dem 14. Jahrhundert erhalten Die Fenster des Langhauses wurden verändert.
Im Sommer 2015 erfolgte eine Außenrenovierung.

## Einrichtung

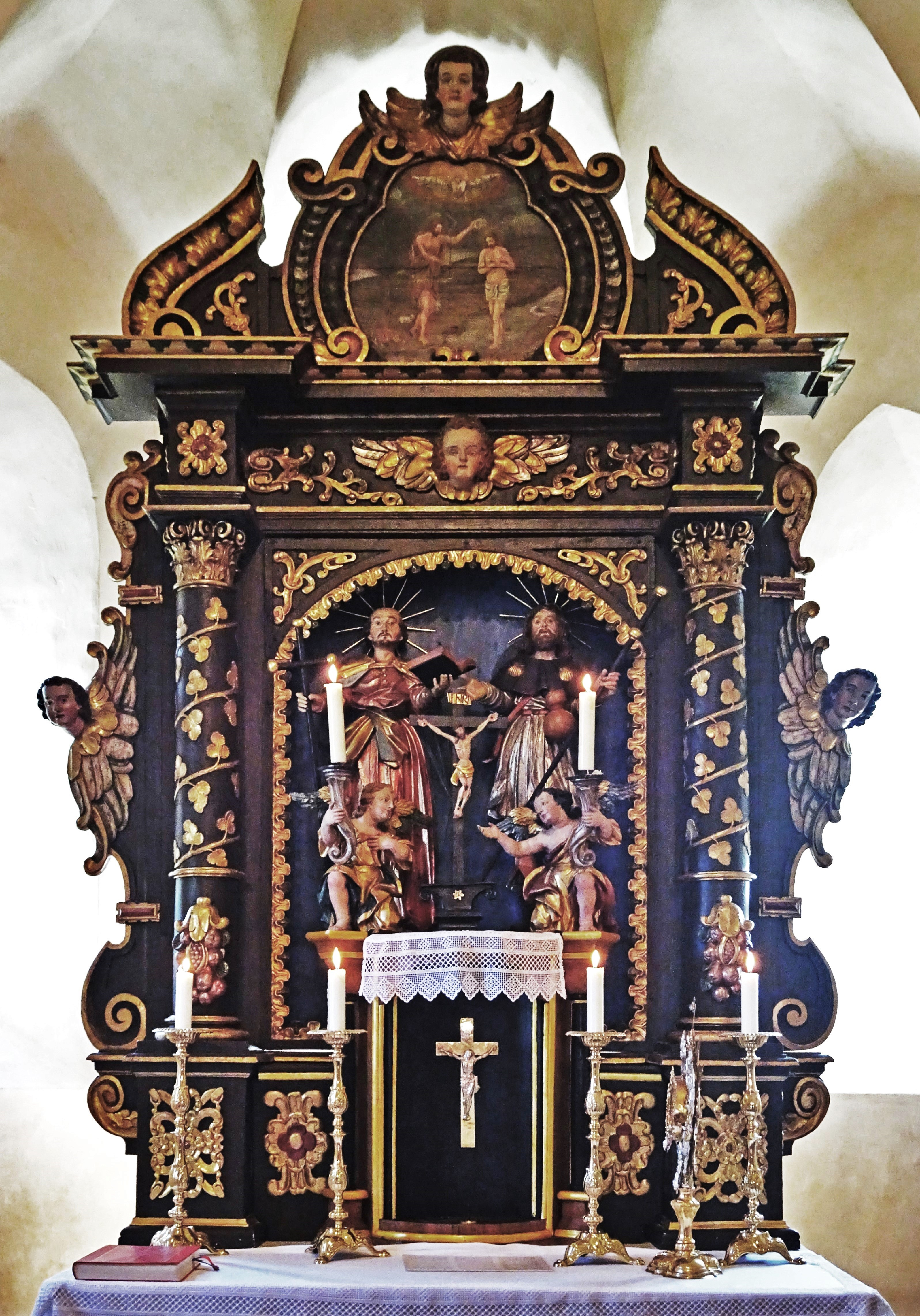
Der Hochaltar

Der Hochaltar aus dem dritten Viertel des 17. Jahrhunderts besteht aus einer Ädikula mit Weinrankensäulen, einem verkröpften Gebälk und seitlichem Fruchtgehänge, Cherubsköpfen an den seitlichen Ohren sowie Knorpelwerk am Sockel, am Gebälk und den seitlichen Ohren. Im Schrein stehen die Figuren der Apostel Philipp mit Kreuzstab und Buch sowie Jakobus des Älteren mit Jakobsmuscheln, Reisetasche, Kürbisflasche und Pilgerstab als Attribute. Das Aufsatzbild zeigt die Taufe Jesu.
Der linke Seitenaltar von 1713 ist ein kleiner Wandaltar, reich an Laub- und Bandelwerk, mit der Figur der heiligen Katharina. Im Schrein des rechten Seitenaltars, eines Rokokoaltars von 1751, steht eine volkstümliche Figur Johannes des Täufers vom Anfang des 18. Jahrhunderts. Im Aufsatzbild ist das Auge der Vorsehung dargestellt.
Über dem Triumphbogen ist eine gotische Kreuzigungsgruppe vom Anfang des 16. Jahrhunderts mit Maria und Johannes als Assistenzfiguren angebracht. Die kleine figürliche Taufgruppe an der nördlichen Langhauswand vom Deckel eines Taufbeckens ist eine volkstümliche Arbeit aus der Barockzeit.

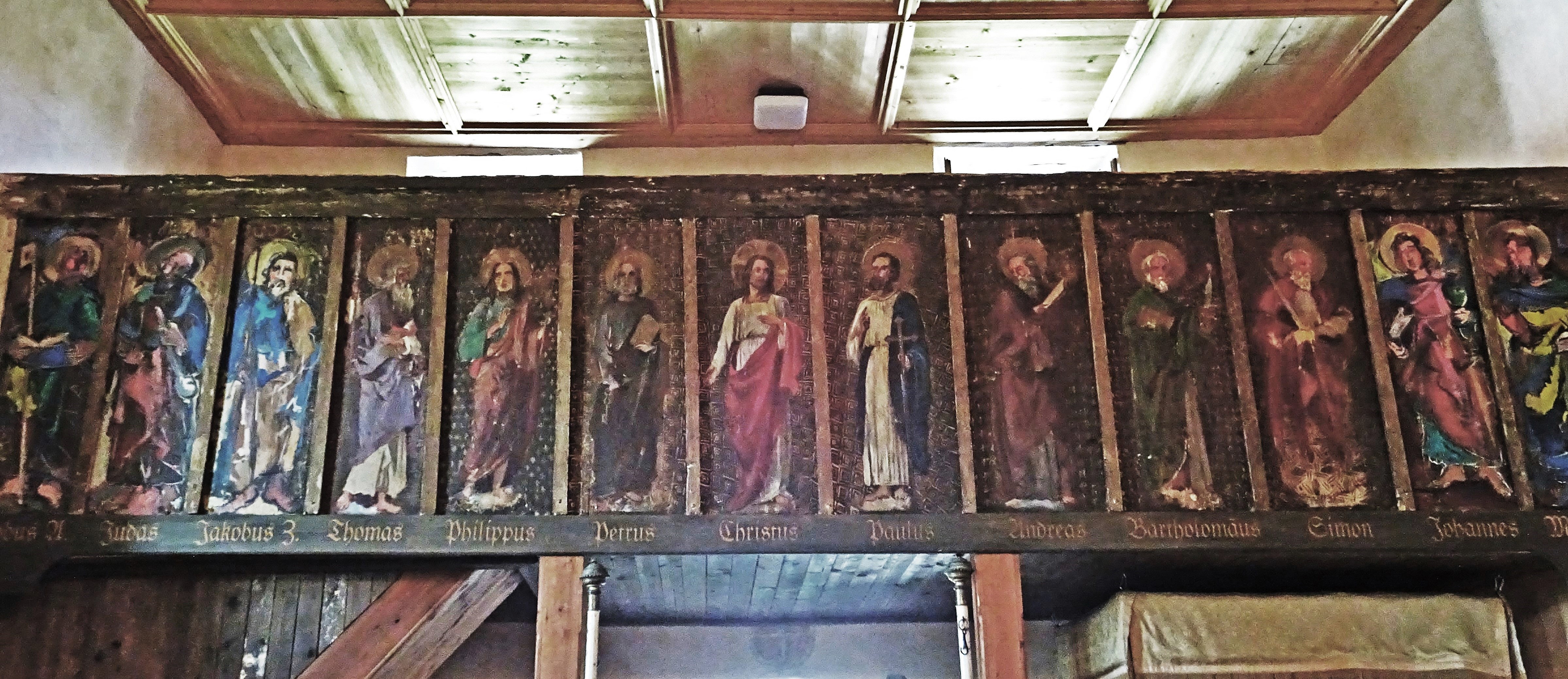
Die Westempore
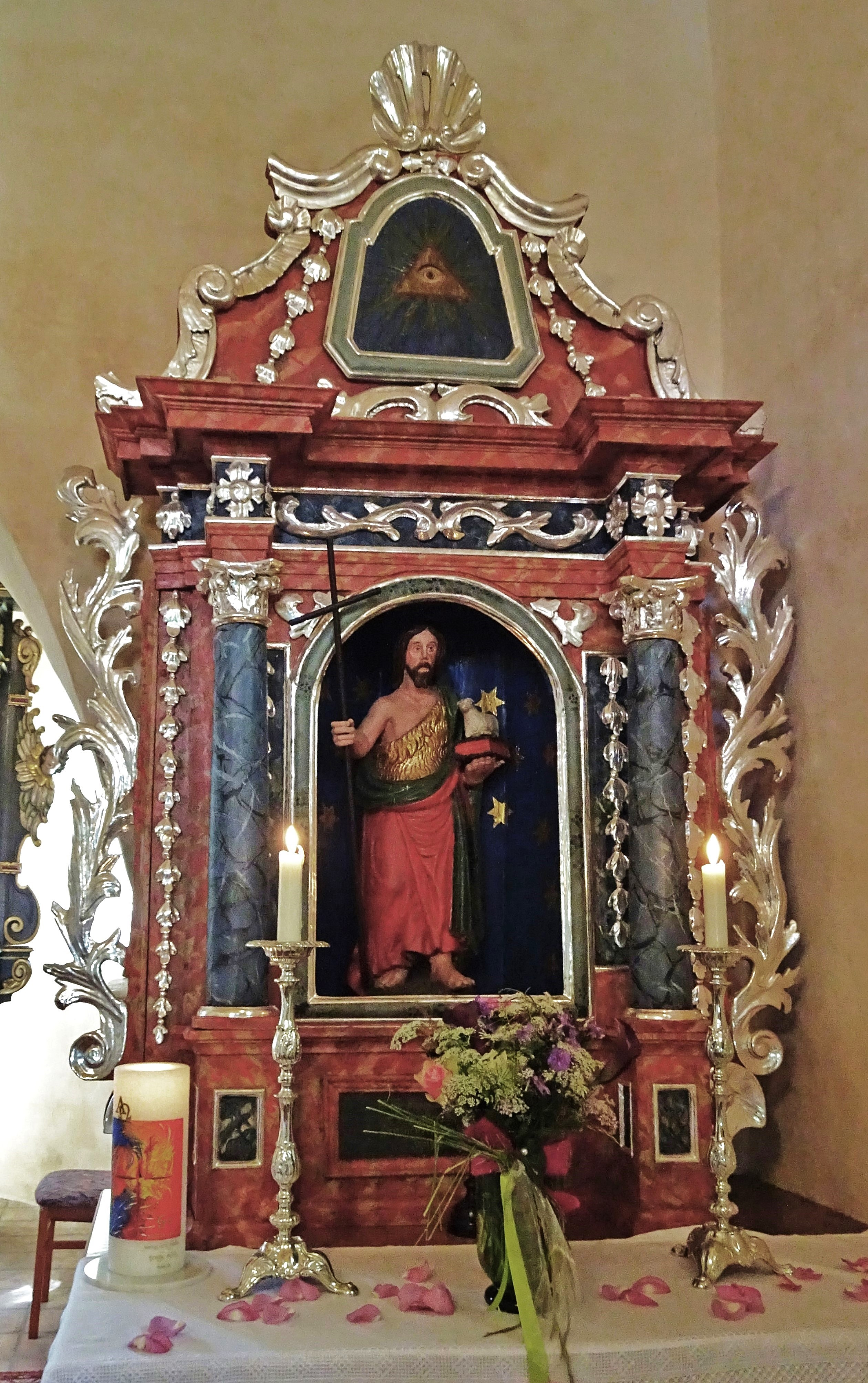
Der rechte Seitenaltar
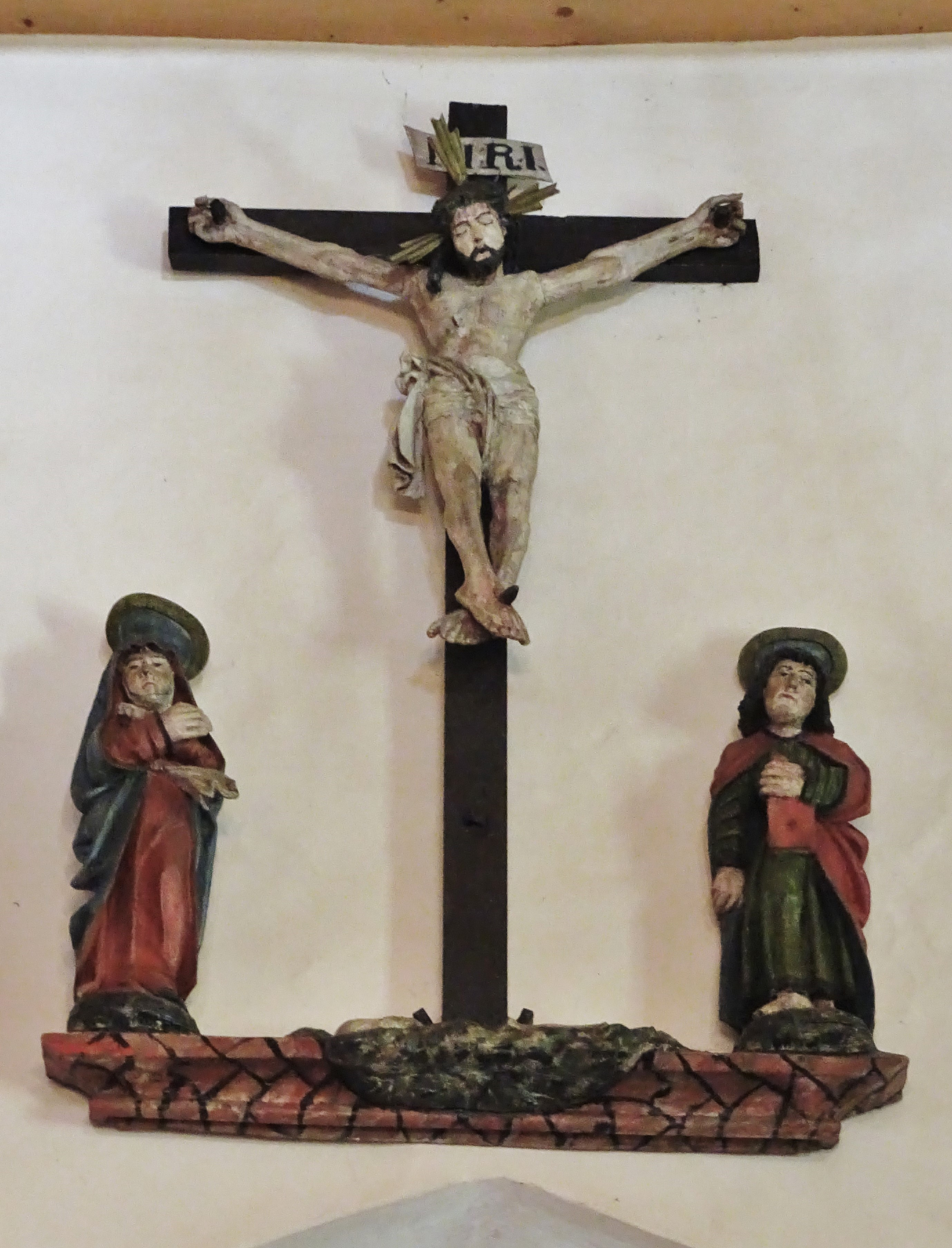
Gotische Kreuzigungsgruppe am Triumphbogen
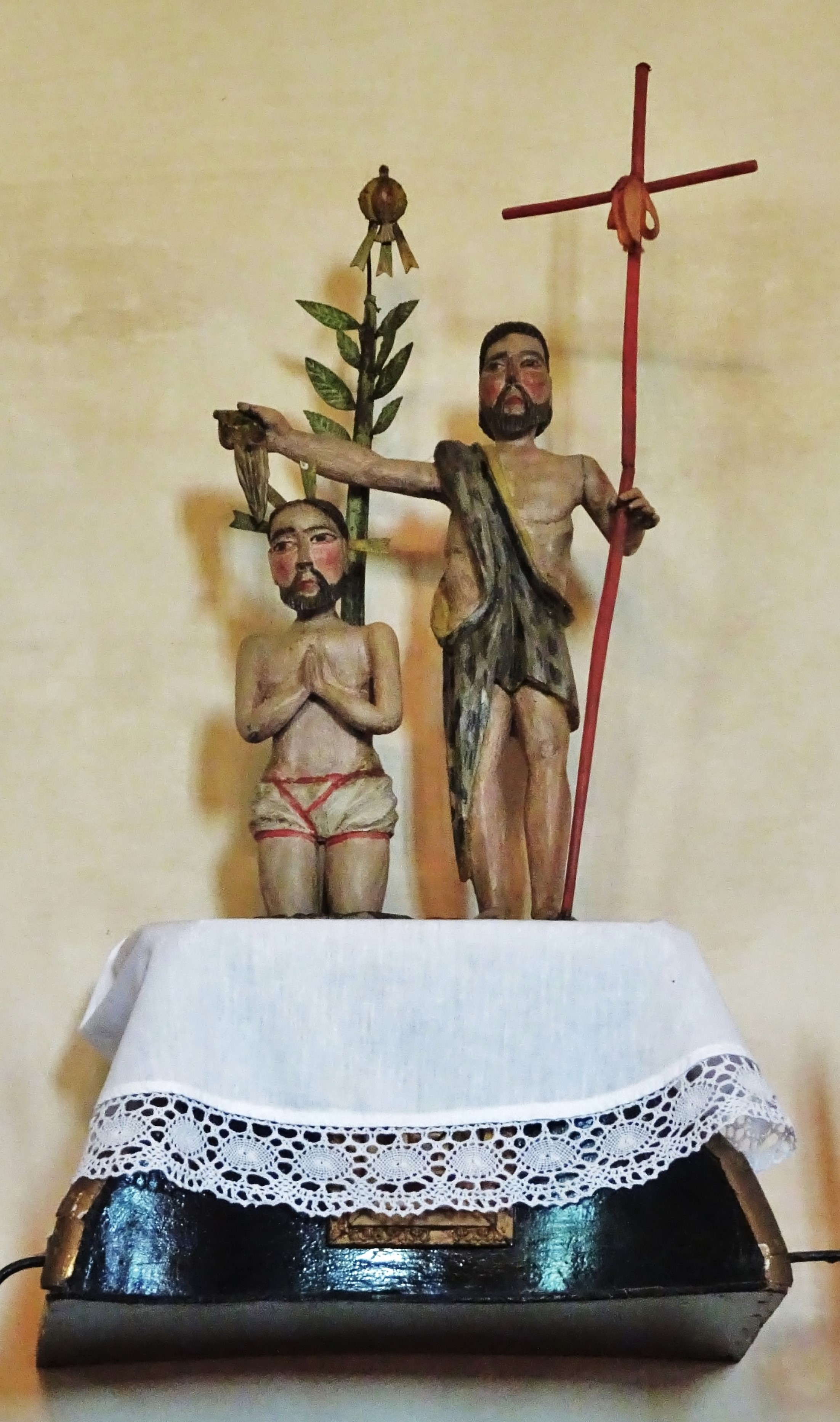
Die Taufe Jesu
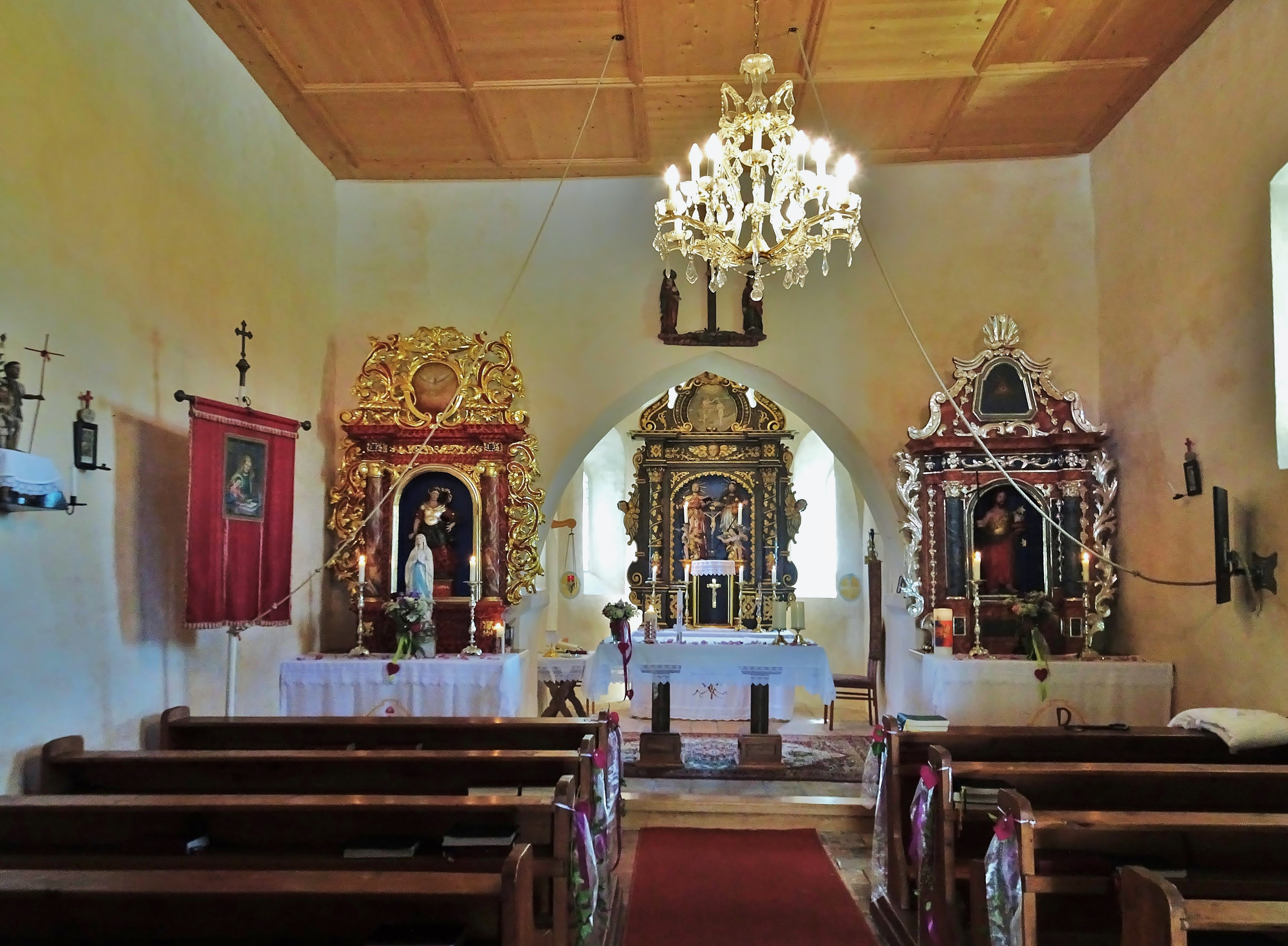
Innenansicht der Kirche